# Microdendron sinense
Microdendron sinense är en bladmossart som beskrevs av Broth.. Microdendron sinense ingår i släktet Microdendron och familjen Polytrichaceae. Inga underarter finns listade i Catalogue of Life.